# Xanthorhoe planata
Xanthorhoe planata är en fjärilsart som beskrevs av Taylor 1908. Xanthorhoe planata ingår i släktet Xanthorhoe och familjen mätare. Inga underarter finns listade i Catalogue of Life.